# 31893 Rodriguezalvarez
31893 Rodriguezalvarez è un asteroide della fascia principale. Scoperto nel 2000, presenta un'orbita caratterizzata da un semiasse maggiore pari a 2,2375976 UA e da un'eccentricità di 0,1844847, inclinata di 8,21822° rispetto all'eclittica.